# Cantone di Limoges-8
Il Cantone di Limoges-8 è una divisione amministrativa del dipartimento Alta Vienne, della Francia occidentale. È stato creato durante la riorganizzazione dei cantoni francesi, entrata in vigore nel marzo 2015. 
Si compone dei seguenti comuni: 
1. Limoges (in parte)